# Sztutowo
Sztutowo (en allemand Stutthof) est une localité polonaise, siège de la gmina rurale de Sztutowo située dans le powiat de Nowy Dwór Gdański en voïvodie de Poméranie. Elle se trouve à environ 13 km au nord de Nowy Dwór Gdański et à 36 km à l'est de la capitale régionale Gdańsk.

## Histoire
Pendant la Seconde Guerre mondiale, le camp de concentration nazi du Stutthof y est construit à partir de 1939.

## Géographie

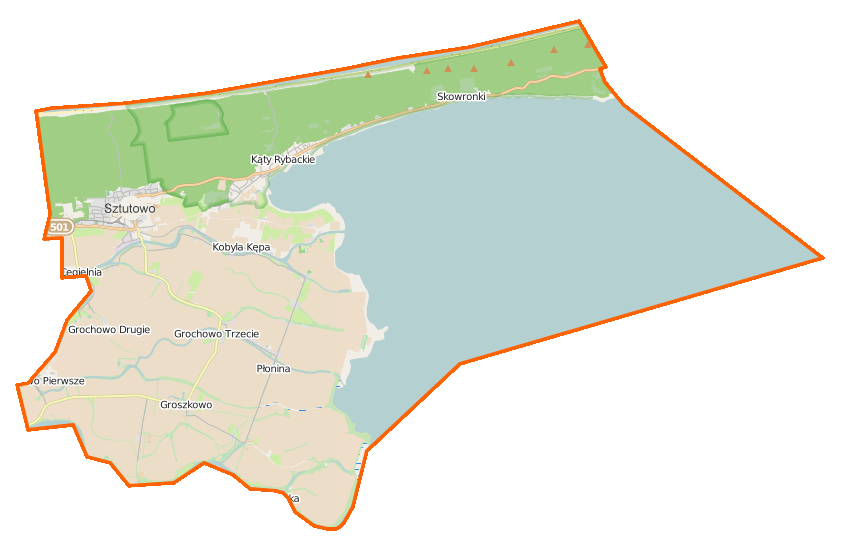
Carte de la gmina de Sztutowo.